# 藤澤泰彦

藤澤 泰彦（ふじさわ やすひこ、1956年11月18日 - ）は、日本の政治家。長野県生坂村長(5期)。

## 経歴
1956年11月16日、長野県東筑摩郡生坂村出身。1972年3月、生坂村立生坂中学校を卒業。1975年3月、長野県松本深志高等学校を卒業。1975年3月、東京農業大学農学部醸造学科を卒業
。1979年4月、窪田味噌醤油株式会社に入社。1980年3月、藤澤醸造株式会社に入社。2001年5月、生坂村議会議員に当選。2005年5月、生坂村議会議長に就任。2007年2月11日、生坂村長に無投票当選。2011年2月6日、無投票当選(2期)。2015年2月8日、当選(3期)。
※当日有権者数：1.651人 最終投票率：82.18%（前回比：pts）
| 候補者名  | 年齢 | 所属党派 | 新旧別 | 得票数 | 得票率 | 推薦・支持 |
| --------- | ---- | -------- | ------ | ------ | ------ | ---------- |
| 藤澤 泰彦 | 58   | 無所属   | 現     | 847票  | 63.5%  |            |
| 藤原 良司 | 61   | 無所属   | 新     | 487票  | 36.5%  |            |

2018年4月27日、『道の駅いくさかの郷』開業。2019年2月3日、無投票当選(4期)。2023年1月31日、無投票当選(5期)。

## 役職
- 長野県治水砂防協会会長(2016年8月に就任)
- 長野県河川協会会長(2018年8月に就任)
- 松本広域連合代表副広域連合長[6]
- 東筑摩郡村長会会長(2019年4月に就任)[7]
- 長野県市町村電算システム共同化委員会委員長(2019年7月に就任)[8]
- ダム・発電関係市町村全国協議会理事(2017年5月に就任)
- 一般社団法人全国治水砂防協会監事(2017年4月に就任)
- 公益社団法人全国防災協会監事(2019年5月に就任)[9]
- 長野県治水砂防協会犀川支部支部長(2009年１月に就任)
- 長野県町村会理事(2016年10月に就任)
- 長野県建設技術センター評議員[10]